# Don’t Go
A Don’t Go a Yes Magnification című albumának harmadik száma, melyet Jon Anderson, Chris Squire, Alan White, Steve Howe és a lemezen szereplő szimfonikus zenekar karmestere, Larry Groupé írt.
A dal fókuszpontjainak egyike a vokálok harmóniája, aminek eredményeképpen olyan zenét kapunk, melyet az együttes akár a hetvenes években is felvehetett volna. A szám közepén Anderson egy rövid ideig hangosbemondóba énekel, így ez a rész a Trevor Horn-érába repíti vissza a hallgatót.
A Don't Go szerepel a Symphonic Live című DVD-n. A szám alatt a szimfonikus zenekar egyik része érdekes koreográfiát mutat be.

## Közreműködő zenészek
- Jon Anderson – ének
- Chris Squire – basszusgitár
- Steve Howe – gitár
- Alan White – dob

egy szimfonikus zenekarral együtt.

## Egyéb kiadványokon
- Symphonic Live
- Essentially Yes (az egész Magnification hallható rajta)
- The Solid Gold Collection